# 小林久三
小林 久三（こばやし きゅうぞう、1935年11月15日 - 2006年9月1日）は、日本の小説家・推理作家。脚本家、プロデューサーとしても活動した。本名読みは、こばやしひさみ。日本推理作家協会元会員。

## 経歴
茨城県古河市生まれ、県立古河第一高校から東北大学文学部へ進学する。野村芳太郎監督松本清張原作『張込み』を観て映画の道を志し、大学卒業後1961年に松竹大船撮影所に助監督として入社。シノプシス（原作の要約）作成の仕事を経て、喜劇を中心に多数の映画に脚本家としても名を連ねた。中では『吸血鬼ゴケミドロ』が今日でも有名だが、共同脚本の高久進は、後年『映画芸術』誌上で小林は会社のお目付け役で実際には執筆していないと語っている
（小林は高久のSFセンスを絶賛している）。
1965年に松竹の合理化で助監督から脚本部へ、1967年に本社企画室に異動し、脚本執筆から遠ざかっていた1970年に短篇「零号試写室」で作家デビュー。1972年に冬木鋭介名義で書いた「腐蝕色彩」で第3回サンデー毎日新人賞推理部門を受賞し、続いて『黒衣の映画祭』『裂けた箱船』『殺人試写室』の映画撮影所三部作で推理作家として人気を得た。当時プロデュースした映画『狼よ落日を斬れ』の原作者である池波正太郎から「新人の間は編集者の注文を断ってはいけません」という助言を受け多くの作品を執筆。また松竹ではプロデューサーへと昇進する。
1974年には『暗黒告知』で第20回江戸川乱歩賞を受賞した。この作品は足尾銅山鉱毒事件がメインテーマとなっており、社会環境問題を題材に推理エンタテインメント小説に仕上げた腕が高く評価された。自衛隊のクーデター計画を題材にした『皇帝のいない八月』は、自身で監督をすることによって映画界に思い切りをつけるつもりだったが、松竹が山本薩夫を監督に推したため、それほどの巨匠に撮ってもらえるならということで身を引いた。
以後も精力的な執筆活動を展開してきた。
1980年には近藤昭二と共に、三億円事件の初動捜査で使用されたモンタージュ写真が別人であったことを、『文藝春秋』8月号に公表。
なお、1981年から1984年にかけて、松竹撮影所時代の思い出を「雨の日の動物園」と題して、雑誌『キネマ旬報』に連載。「キネマ旬報読者賞」を2回受賞した。助監督、脚本家としての小林は巨匠、名匠よりは早撮り職人のような叩き上げ監督につくことが多く、そうした人々の流転や人間性に多くの筆を費やしている。
2006年9月1日、脳梗塞により死去。享年70。

## 著書

### 小説
- 蒼ざめた斜塔 毎日新聞社 1974 のち角川文庫
- 暗黒告知 講談社、1974 のち文庫
- 黒衣の映画祭 講談社 1975 のち文庫
- 火の鈴 角川書店 1976 のち文庫
- 灼熱の遮断線 毎日新聞社 1976 のち角川文庫
- 裂けた箱舟 角川書店 1976 のち文庫
- 殺人試写室 ベストブック社 1976 のち角川文庫
- 人間狩り ベストブック社 1976 のち角川文庫
- 錆びた炎 角川書店 1977 のち文庫
- さらば映画 青樹社 1977
- 死の霧の伝説 桃園書房 1977 のち角川文庫
- 大包囲網25時 文藝春秋 1977 のち光文社文庫
- 暴力刑事 青樹社 1977
- 日蝕の檻 講談社 1977 のち文庫
- 真夜中の霊歌 講談社 1978 のち徳間文庫
- 空を飛ぶ柩 実業之日本社 1978 のち文春文庫
- 歪んだ星座 角川書店 1978
- 皇帝のいない八月 講談社、1978 のち文庫
- 喪服の試写室 角川文庫 1978
- ロードショーは死のにおい 毎日新聞社 1978 のち光文社文庫
- 帆船が舞い降りた 死の谷の伝説 双葉社 1978 のち角川文庫
- 社命誘拐 角川書店 1978 のち文庫
- 赤い鳩が死んだ 青樹社 1979 のち角川文庫
- 薔薇の墓場 サンケイ出版 1979 のち角川文庫
- 報復 津川署シリーズ 青樹社 1979 のち角川文庫
- 落日の儀式 講談社 1979
- 社長秘書室 実業之日本社 1979
- 深海魚の眠り 角川書店 1979
- 月蝕の迷路 徳島ラジオ商殺し事件 近藤昭二共著 文藝春秋 1979
- 富士天頂に燃ゆ 青樹社 1980 のち角川文庫
- 殺人ネットワーク トクマ・ノベルズ 1980 のち文庫
- 化石の弔鐘 光文社 1981 (カッパ・ノベルス)
- 父と子の炎 角川書店、1981 のち文庫
- シンデレラの葬送 講談社 1981 のち文庫
- 屍体商社 カドカワノベルズ 1982 のち文庫
- スーパーゴリラ 必殺!誘拐防衛機関の一匹狼 光文社 1982 (カッパ・ノベルス) のち文庫
- 黄金の鍵殺人事件 小説-DC8東京湾墜落の謎 双葉社 1982 のち文庫
- 夏の秘密 カドカワノベルズ、1982
- 妖霧の系図 双葉ノベルス 1982 のち文庫
- 蝶たちの殺意 講談社ノベルス 1982
- 2月30日の恋人たち 講談社ノベルス 1982
- 零の戒厳令 角川文庫 1983
- 悪魔の絵暦 カドカワノベルズ 1983
- 犯罪社員ファイル 角川文庫 1983
- 列島震撼す 光風社出版、1983 「首都震撼す」広済堂文庫
- 高層の死刑台 カドカワノベルズ 1983
- 一億円の手錠 双葉ノベルス 1983 のち文庫
- わが子は殺人者 双葉ノベルス 1983 のち文庫
- 真夏の妖雪 講談社文庫 1983
- 冬列島 カドカワノベルズ 1984
- 傾いた橋 カドカワノベルズ 1984
- フィルムが赤く濡れた 双葉ノベルス 1984 「走る無人霊柩車」文庫
- 湯上りの女殺人事件 光風社出版 1984
- シンデレラは眠れない 双葉ノベルス 1985 「殺人招待状」文庫
- 秀吉埋蔵金殺人事件 70兆円はここにある 講談社ノベルス 1985 のち光風社文庫
- 単身赴任殺人事件 光風社出版 1985
- サラリーマン犯罪図鑑 かんき出版 1985 のちケイブンシャ文庫
- 伊豆秘湯殺人事件 広済堂文庫 1986
- 少女自殺 双葉文庫 1986
- 花色の殺意 光風社出版 1986 「女が殺意を抱くとき」ケイブンシャ文庫
- 赤い旅券 光文社文庫 1986
- 闇刑事 シャピオノベルス 1986 のち集英社文庫
- 死刑台の伝説 光風社ノベルス 1986 のちケイブンシャ文庫
- 「ガラスの城」殺人事件 光文社 1986 (カッパ・ノベルス)
- むくろ草紙 中公文庫 1986
- 東北四大祭り殺人事件 サンケイ出版 1987 のち光文社文庫
- 呪いの火刑 光風社出版 1987 (Kofusha novels)
- 社内報殺人事件 ケイブンシャ文庫 1988
- 最終電車を待つ女 ケイブンシャ文庫 1988
- 闇の殺人双曲線 光風社出版 1988
- 地下社長室 双葉ノベルス 1988 のち文庫
- 死者の失踪 双葉ノベルス 1988 のち文庫
- 魔界の紋章 桃園文庫 1988
- 悪魔の壁画 集英社 1988 のち文庫
- 娘よ暗い河を渉れ 広済堂出版 1988
- 帝都発幻影列車 ある明治高官爆殺事件 祥伝社 1988
- 首のない女優 双葉ノベルス 1989 のち文庫
- 緋の迷路 プレジデント社 1989
- 目撃者狩り 光風社出版 1989 (Kofusha novels)
- 水曜日が怖い 連続放火殺人事件 祥伝社 1989 (ノン・ポシェット)
- 死を招く亡霊 ケイブンシャ文庫 1989
- パリ発殺人指令 光文社文庫 1989
- 二人の聖徳太子 光文社 1990 (カッパ・ノベルス)
- 殺意の迷路 桃園新書 1990 「灰色刑事」文庫
- 赤い旅客機 光文社文庫 1990
- 北の運河殺人事件 双葉ノベルス 1990 のち文庫
- 真っ赤な身代金 実業之日本社 1990 (Joy novels) 「誘拐漂流」桃園文庫
- 鬼女伝説殺人事件 光文社文庫 1991
- 消えた信長 光文社 1991 (カッパ・ノベルス)
- 長崎殺人双曲線 ケイブンシャ文庫 1991
- 蒼ざめた祖国 新日本出版社 1991 のち集英社文庫
- 風と雲の伝説 私説太閤記 光風社出版 1991 のち文庫
- ある蒸発 ケイブンシャ文庫 1991
- 仮面をぬいだ家康 光文社 1991 (カッパ・ノベルス)
- 砂の霊柩車 ケイブンシャノベルス 1992 のち文庫
- 白い皇帝の伝説 実業之日本社 1992 (Joy novels)
- 「二人の義経」殺人事件 ケイブンシャ文庫 1992
- 義経の首 光風社出版 1993 (Kofusha novels)
- 悪魔の病室 光風社出版 1994 (Kofusha novels)
- 白い旅券 学習研究社 1994 (Femina novels)
- 紫色の凶器 光風社出版 1995 (Kofusha novels)
- 父と子の荒野 集英社 1995
- 黄色い殺人鳥 光文社 1995 (カッパ・ノベルス)
- 微笑する凶器 桃園新書 1995
- 赤い法廷 桃園新書 1996
- 竜馬暗殺 捜査報告書 光風社出版 1996 のち文庫
- 心霊写真殺人事件 桃園新書 1997
- 社命殺人 桃園新書 1998
- 五万人の死角 東京ドーム毒殺事件 光文社 1999 (カッパ・ノベルス)
- 悪魔の透視図 桃園新書 1999
- 捜査刑事 桃園新書 2000
- 密殺法廷 桃園新書 2001

### その他
- 60分で読める日本史ミステリー入門 双葉社 1983 (Futaba books)
- 雨の日の動物園 キネマ旬報社 1984
- 光と影 奇骨の参謀黒島亀人の生涯 光人社 1989 のち文庫
- ミステリ映画博物誌 勁文社 1990
- 200兆埋蔵金の謎を解く 信長・秀吉・家康の軍資金の行方 コスモの本 1992
- 日本史ミステリー読本 光風社出版 1992
- 信長は生きていた 推理で挑む日本史の大ドンデン返し PHP研究所 1994
- 黄金伝説 異説の日本史 世界文化社 1994
- 異説の日本史 世界文化社 1995
- 家康、夏の陣に死す 戦国史をくつがえす影武者たちの謎 PHP研究所 1995
- 秀吉、奇跡の天下取り 無敵羽柴軍を支えた影のネットワーク PHP研究所 1995
- 毛利元就の謀略 西国を制覇した諜報と奇襲の兵法 PHP研究所 1996
- 聖徳太子はどこから来たか 法隆寺、黒駒、七星剣が示す太子の正体 PHP研究所 1997
- 天下統一の闇史 秀吉・信長・家康 戦国<炎の巻> 青春出版社 1997 (プレイブックス) のち文庫
- 明石掃部の謎 神出鬼没のキリシタン武将 PHP研究所 1997
- 徳川慶喜と水戸家の謎 「最後の将軍」悲劇の深層 歴思書院 1997
- 徳川十五代の闇史 家康・光圀・家光 江戸<怨の巻> 青春出版社 1998 (プレイブックス)
- 本能寺の変捜査報告書 検証・織田信長殺人事件 PHP研究所 1998
- 忠臣蔵菊と葵を結ぶ暗号 三百年間語り継がれなかった討ち入りの虚々実々 青春出版社 1998
- 龍馬暗殺に隠された恐るべき日本史 われわれの歴史から伏せられた謎と物証 青春出版社 1999 (プレイブックス)
- 日本映画を創った男 城戸四郎伝 新人物往来社 1999
- 日本史真相推理 謎を読み解く 日本実業出版社 1999
- 軍人宰相列伝 山県有朋から鈴木貫太郎まで三代総理実記 光人社 2003

## その他
- 闇を斬れ（1981年、関西テレビ・松竹） - 原案 ※ノン・テロップ

## 注
1. ↑  泉速之『銀幕の百怪 本朝怪奇映画大概』、青土社、2000年5月1日、pp.185。
2. ↑  上村力「解説-主演し演出する綜合的な創作者」（『真夜中の霊歌』徳間文庫 1981年）